# 371 î.Hr.

## Evenimente
- Bătălia de la Leuctra. Învingerea Spartei în fața Tebei a marcat sfârșitul hegemoniei spartane asupra lumii grecești.

## Nașteri
- Teofrast, filosof grec la Școala Peripatetică (d. 287 î.Hr.)